# Калинин, Андрей Викторович
Андре́й Ви́кторович Кали́нин (латыш. Andrejs Kaļiņins; 26 мая 1981, Рига) — латвийский футболист, защитник; тренер.

## Карьера
В середине 2011 года, выступая за «Олимп», Андрей Калинин завершил свою карьеру футболиста из-за травм, но продолжил помогать команде, правда, лишь со скамейки запасных. В мае 2012 года он получил C-LFF категорию тренера и стал помощником тренера клуба «Ауда».
В сентябре 2012 года, после ухода с поста главного тренера Юрия Идионова, Андрей Калинин встал на его место в качестве исполняющего обязанности. В первые дни 2013 года он был официально назначен на пост главного тренера «Ауды».
27 августа 2013 года Андрей Калинин стал помощником Тамаза Пертии в клубе «Сконто», а также занял пост главного тренера в клубе «Сконто-2».
С 4 января 2021 года является главным тренером «Даугавпилса».
Отец Виктор Калинин. Лучший вратарь чемпионата Латвии 1980 года.